# 天琴座RR

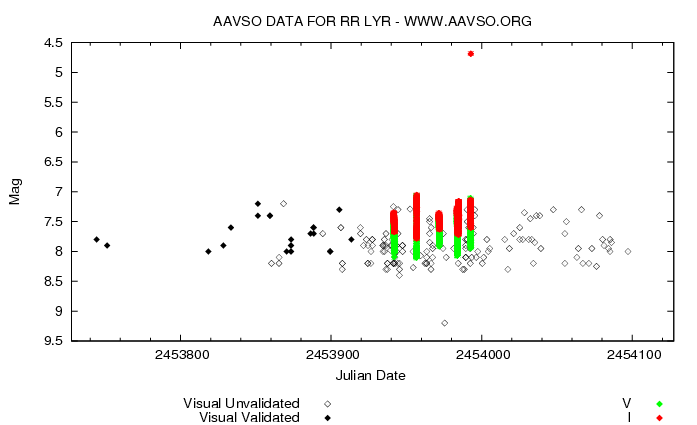
AAVSO的天琴座RR變星光度曲線，不同的顏色反射不同的帶通。

天琴座RR 是在天琴座的一顆變星，它是天琴座RR型變星的原型，週期約13小時，視星等在7和8等間變化。它的變光本質是蘇格蘭天文學家威廉敏娜·佛來明 於1901年在哈佛大學天文台發現的。因為天琴座RR型變星是重要的標準燭光，知道它精確的距離是測量發光度所必需的，對這一類的其他恆星也是一樣。
長久以來不確定的距離，在2002年使用哈伯太空望遠鏡的精細導星感測器將誤差降至大約5%之內，距離為262秒差距或854光年。如果這是正確的，天琴座RR的絕對星等是0.61等，接近太陽發光度的49倍。

## 位置

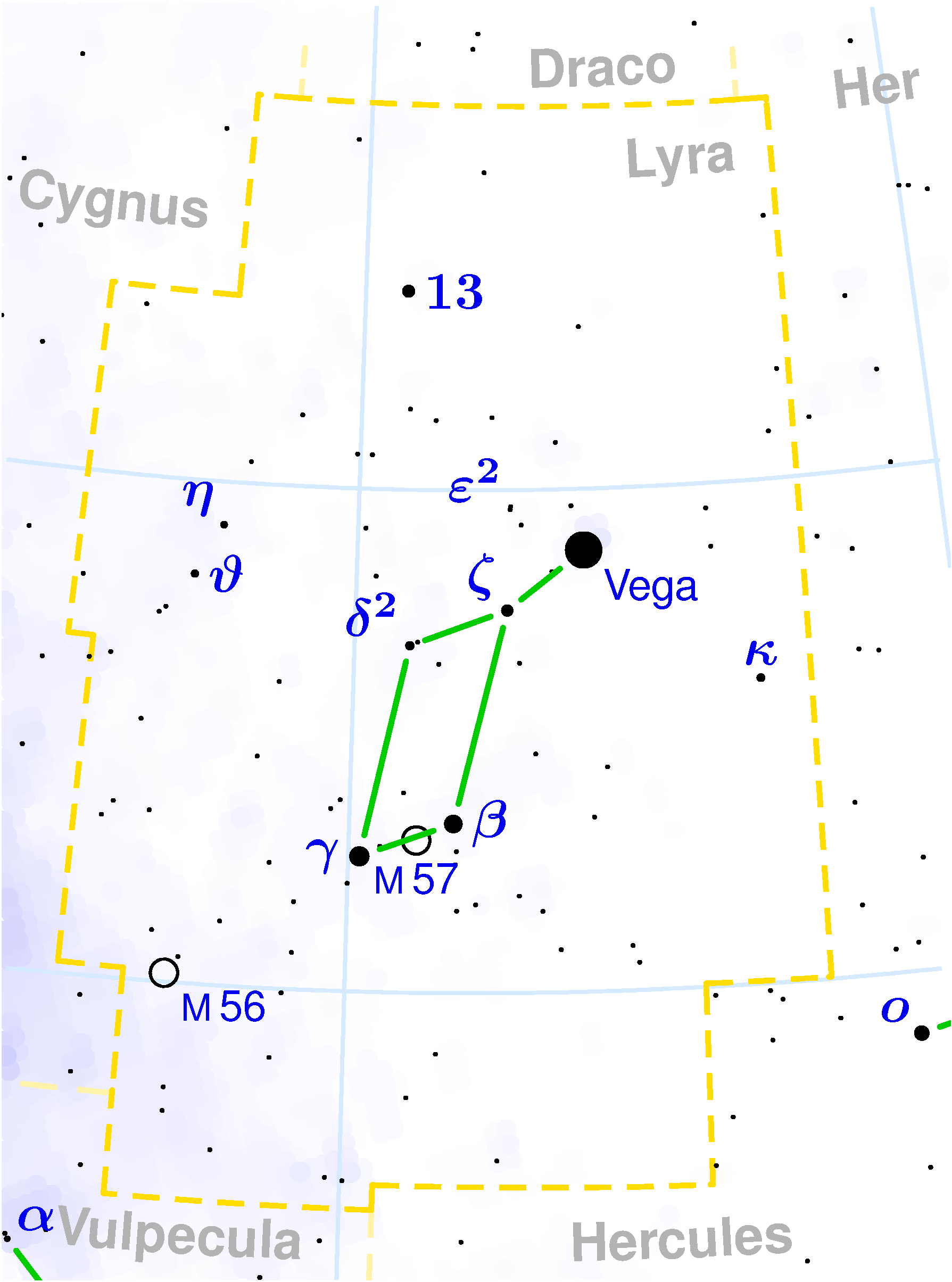
天琴座